# 日原林道

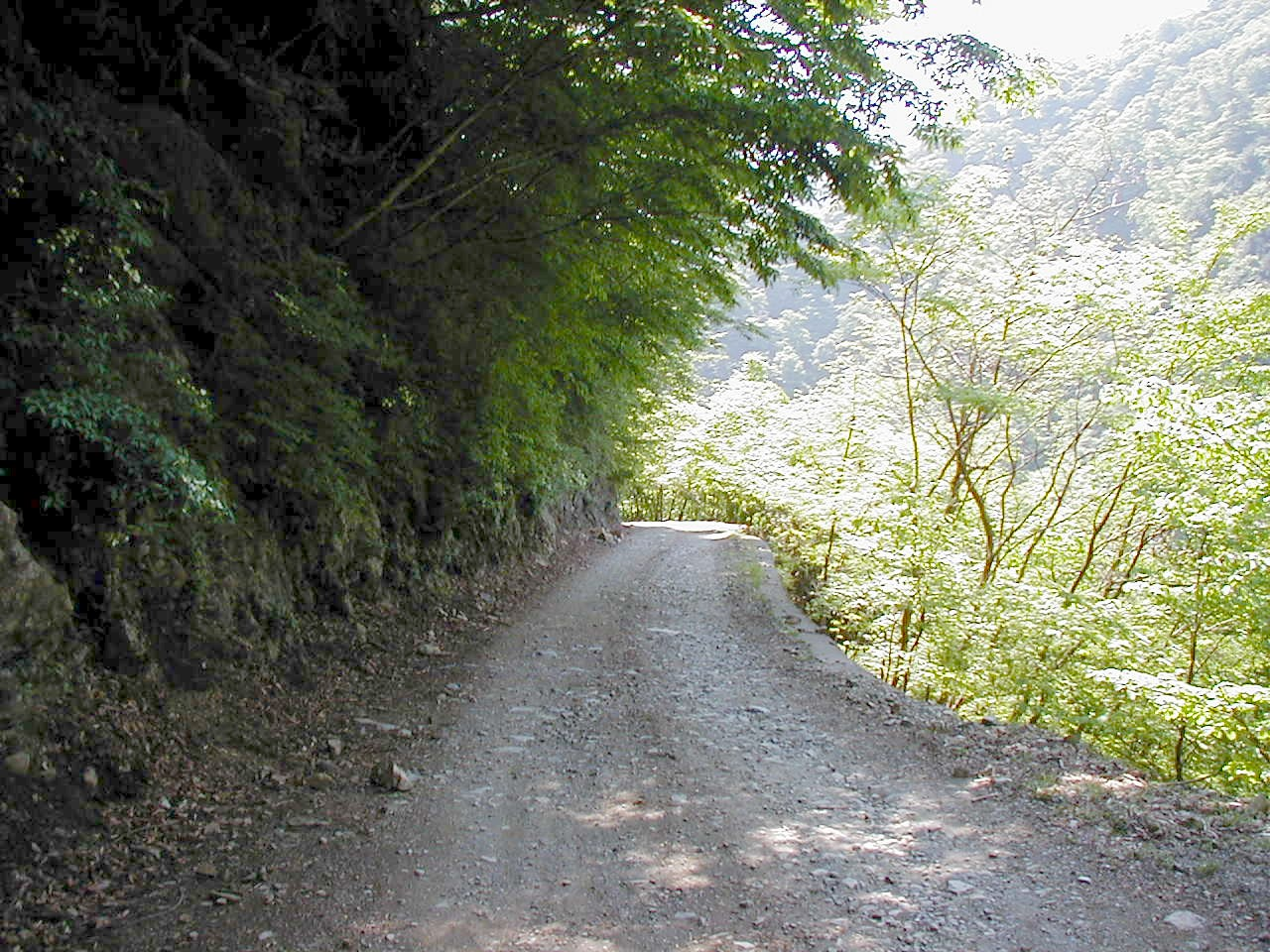
日原林道（2002年5月）

日原林道（にっぱらりんどう）は、東京都奥多摩町日原にある林道の一つ。全長約8km。正式名称は「林道日原線」。
起点は日原鍾乳洞バス停付近。途中に八丁橋があり、八丁橋付近にゲートがある。林道の終点には四輪車がUターンできるくらいの広いスペースがある。
水源林管理目的のほか、雲取山への登山や渓流釣りのアクセスにも使われる。日原林道は、一般車両通行禁止であるものの、通行している一般車両は少なくない。

## 林道の状況
路面はダートであり、荒れている箇所もあるので、舗装路用タイヤでの走行は好ましくない。ガードレールはない。他の林道と同じく走行には十分注意が必要。
2006年5月12日に、日原林道を走行中の50cc原付バイク運転手が熊に襲われるという事故が発生した。奥多摩では毎年のように熊に人間が襲われる事故が発生している。
八丁橋までは、概ね一年中通行可能だが、大雨や工事などで通行できない場合もある。冬季は積雪や路面凍結があるので相応のタイヤが必要。
6.5キロポストの標識を過ぎたところに、唐松谷下降点がある。また、7.5キロポストの標識を過ぎたところに、大ダワ林道入口がある。

### 八丁橋ゲート
八丁橋にゲートがある。ゲートは、開いていることが多いが、閉鎖していることもある。ゲートが閉鎖している場合は、八丁橋付近に数台分の駐車スペースがあるので、ここに駐車して歩く。最近の八丁橋ゲート閉鎖状況としては、2006年3月に、八丁橋のすぐ先で道路が大崩落し、翌2007年3月まで約1年間に及ぶ閉鎖となった。その後も、大雨や工事のため、時折閉鎖している。